# Puchar Polski w piłce siatkowej mężczyzn (1978/1979)
Puchar Polski w piłce siatkowej mężczyzn 1978/1979 (Puchar Polski o "Puchar Sportowca") – 23. sezon rozgrywek o siatkarski Puchar Polski, rozgrywany od 1932 roku.

## Klasyfikacja końcowa
| Miejsce | Drużyna             |
| ------- | ------------------- |
| 1.      | Resursa Łódź        |
| 2.      | Stoczniowiec Gdańsk |
| 3.      | AZS Olsztyn         |
| 4.      | Chełmiec Wałbrzych  |
| 5.      | Avia Świdnik        |
| 6.      | AZS Częstochowa     |